# Асхачный
Асхачный — река на полуострове Камчатка в России, протекает по Мильковскому району Камчатского края. Длина реки 21 км.
Начинается на южном склоне хребта Асхачный Увал, течёт в общем южном направлении по гористой, поросшей берёзово-лиственничным лесом, местности. В низовьях отклоняется к юго-западу. Впадает справа в реку Щапина в 101 км от её устья.
Основные притоки — Каменистый (пр), ручей в пади Длинная (лв), Правый Асхачный (пр).
По данным государственного водного реестра России относится к Анадыро-Колымскому бассейновому округу водохозяйственный участок реки — Камчатка. Речной бассейн реки — Камчатка.
Код водного объекта — 19070000112220000014080.